# داریو تونینلی
داریو تونینلی (انگلیسی: Dario Toninelli؛ زادهٔ ۲۳ ژانویهٔ ۱۹۹۲) بازیکن فوتبال اهل ایتالیا است.
از باشگاه‌هایی که در آن بازی کرده‌است می‌توان به باشگاه فوتبال لاتینا، باشگاه فوتبال لیورنو، و باشگاه فوتبال وارزه اشاره کرد.
وی همچنین در تیم ملی فوتبال زیر ۲۰ سال ایتالیا بازی کرده‌است.